# Prosektor
Prosektor (lateinisch Prosector: „Vorschneider“, „Zergliederer“) war seit dem Mittelalter die Berufsbezeichnung für den „Sezierer“ einer anatomischen Anstalt, dem die Entnahme der aus Leichen gewonnenen Präparate oblag. In größeren Krankenhäusern gab es Ärzte, die zur Feststellung der Todesursache die Leiche sezierten und ebenfalls als Prosektoren bezeichnet wurden.

## Geschichte
Die erste Erwähnung des Prosectors (auch Incisor, Dissector) findet man in Texten des 13. Jahrhunderts. Zu dieser Zeit war der „anatomische Akt“, die Sektion, noch keine eigenständige Lehr- und Forschungsmethode und diente fast ausschließlich der Illustration des vorgelesenen Textes. Der Lector (Vorleser), ein Professor der entsprechenden Bildungseinrichtung, saß dabei auf einem erhöhten Lehrstuhl und rezitierte Texte von Galen. Unabhängig vom abgelesenen Text sezierte ein Prosector, der im Alltag den Beruf eines Handwerkers, Baders oder Chirurgus ausübte, die Leiche. Ein Famulus des Lectors, der Demonstrator, zeigte mit einem Stock auf die seiner Meinung nach gerade vorgelesene Struktur.
Es gehörte ebenfalls zu den Aufgaben eines Prosektors, eine Leichenöffnung und Eingeweidebeschau durchzuführen, falls der Verdacht aufkam, dass eine höhergestellte Persönlichkeit vergiftet worden war.
Der schärfste Kritiker dieser künstlichen Trennung zwischen gelehrtem Lector und handwerklichem Prosector wurde in der ersten Hälfte des 16. Jahrhunderts Andreas Vesalius. Er war in seiner Zeit der fleißigste Prosector und revolutionierte die Anatomie durch sein Lehrbuch in sieben Bänden De humani corporis fabrica, erschienen in Basel 1543. Später erweiterte sich sein Aufgabenfeld und er wurde zum Assistenten des Professors in anatomischen Lehranstalten. Er sollte die Leichen zur Demonstration vorbereiten und die anatomischen Präparate zu Anschauungszwecken im Unterricht oder zur Bereicherung des Museums der Anstalt anfertigen.
Je nach Einrichtung hat der heutige Prosektor verschiedene Funktionen übernommen:
- Er ist der Leiter der Pathologischen Abteilung eines Krankenhauses, s. Prosektur, und untersucht Leichen zur Überprüfung der Diagnose und der angewandten Heilmittel. Falls die Todesursache auf eine mögliche Fremdeinwirkung hinweist, zieht er einen Arzt für Rechtsmedizin hinzu.
- Er ist Mitarbeiter eines Anatomischen Institutes. Dort hat er die ärztliche Verantwortlichkeit für das Körperspendewesen. Das beinhaltet die Ausstellung von Körperspendevereinbarungen, Gespräche mit den Körperspendern und deren Angehörigen, die Verantwortung für die Pflege und Konservierung der Präparate, die Durchführung der Kurse der makroskopischen Anatomie und der Operationskurse für Studenten höherer Semester und Kliniker sowie die Durchführung der Beisetzungsfeiern.
- Er ist der durchführende oder zumindest dafür zuständige Arzt einer Leichenöffnung.

Prosektor ist genauso wie der Präparator, deren Tätigkeiten sich oft überschneiden, keine geschützte Berufsbezeichnung. Vielmehr handelt es sich dabei um approbierte Ärzte, die die Funktion eines Prosektors übernehmen.

## Bekannte Prosektoren
- Jean Zuléma Amussat
- Paul Clemens von Baumgarten
- Christian Albert Theodor Billroth
- William Bowman
- Paul Broca
- Korbinian Brodmann
- Rudolf Disselhorst
- Niels Ryberg Finsen
- Vincenz Fohmann
- Friedrich Gustav Jakob Henle
- Adam Kaspar Hesselbach
- Josef Hyrtl
- Eduard Kaufmann
- Helene Kloss
- Albert von Kölliker
- Eber Landau
- Karl Landsteiner
- Robert Langerhans
- Siegfried Mollier
- Giovanni Battista Morgagni
- Martin Münz
- Jan Evangelista Purkyně
- Carl Freiherr von Rokitansky
- Heinrich Christian Friedrich Schumacher
- Gottfried von Siebold
- Andreas Vesalius
- Rudolf Virchow
- Ernst Wilhelm von Brücke
- Ferdinand Graf von Spee